# Dexter Darden
Pour les articles homonymes, voir Darden.
 (mai 2017).
Dexter Darden, né le 24 juin 1991  à Camden, New Jersey, est un acteur américain.

## Biographie
Dexter Darden est notamment connu pour son interprétation de Walter Hill dans Joyful Noise (2012) et de Frypan (« Poêle à frire ») dans Le Labyrinthe (2014).

## Filmographie

### Cinéma
| Année | Titre                             | Rôle                 | Notes         |  |
| ----- | --------------------------------- | -------------------- | ------------- |  |
| 2006  | My Brother                        | Baseball Son         |               |  |
| 2008  | Sizzlean                          | Sizzlean             | court-métrage |  |
| 2008  | Cadillac Records                  | Geneva's Teenage Son |               |  |
| 2010  | Standing Ovation                  | MC John              |               |  |
| 2012  | Joyful Noise                      | Walter Hill          |               |  |
| 2013  | Geography Club                    | Jared                |               |  |
| 2014  | Le Labyrinthe: The Maze Runner    | Frypan               |               |  |
| 2015  | Le Labyrinthe 2: Terre brulée     | Frypan               |               |  |
| 2018  | Burden d'Andrew Heckler           |                      |               |  |
| 2018  | Le Labyrinthe 3: Le Remède Mortel | Frypan               |               |  |
| 2020  | Un fils du sud                    |                      |               |  |

### Télévision
| Année | Titre             | Rôle                     | Notes     |
| ----- | ----------------- | ------------------------ | --------- |
| 2008  | Minutemen         | Chester                  | Téléfilm  |
| 2009  | Poor Paul         | Bobby the Fish           | 1 épisode |
| 2010  | Cougar Town       | Membre n° 1 du Glee Club | 1 épisode |
| 2010  | Victorious        | Nate                     | 1 épisode |
| 2012  | Strawberry Summer | Noah                     | Téléfilm  |